# Klattia
Klattia é um género botânico pertencente à família Iridaceae.